# Leptagrion elongatum
Leptagrion elongatum – gatunek ważki z rodziny łątkowatych (Coenagrionidae). Endemit wschodniej i południowo-wschodniej Brazylii; stwierdzony w stanach Bahia, Espírito Santo, Rio de Janeiro i São Paulo.